# La chiave magica
La chiave magica (The Indian in the Cupboard) è un film del 1995 diretto da Frank Oz basato su L'indiano nell'armadio di Lynne Reid Banks.

## Trama
Per il suo nono compleanno Omri riceve in regalo un armadietto magico e ci mette dentro un indiano di plastica che diventa Piccolo Orso, un coraggioso guerriero. All'inizio Piccolo Orso pensa che il bambino sia il Grande Spirito poi capendo che è solo un bambino, seppur gigantesco, i due diventano amici, scambiandosi confidenze e informazioni sui rispettivi mondi. La situazione si complica quando Patrick, amico di Omri, usa l'armadietto per portare in vita un cowboy. Dopo un inizio burrascoso il cowboy e l'indiano diventano amici.